# Александровка (Долинская городская община)
Алекса́ндровка (укр. Олекса́ндрівка) — село в Долинской городской общине Кропивницкого района Кировоградской области Украины.
До 2020 года входило в состав Долинского района
Население по переписи 2001 года составляло 795 человек. Почтовый индекс — 28531. Телефонный код — 5234. Код КОАТУУ — 3521980401.